# جورج فرنانديز
جورج فرنانديز (بالإنجليزية: George Fernandez)‏ (29 أكتوبر 1961 بسان فرانسيسكو في الولايات المتحدة - ) هو لاعب كرة الصالات ‏ ومدرب كرة قدم ولاعب كرة قدم أمريكي في مركز الدفاع. شارك مع منتخب الولايات المتحدة تحت 20 سنة لكرة القدم ومنتخب الولايات المتحدة الوطني لكرة قدم الصالات. أما مع النوادي، فقد لعب مع لوس أنجلوس لايزرز ونادي غوادالاخارا (نادي كرة قدم) وCincinnati Silverbacks ‏ وCleveland Crunch ‏ وكليفلاند فورس ‏.

## وصلات خارجية
- جورج فرنانديز على موقع الاتحاد الدولي (مؤرشف)  (الإنجليزية)